# Ngô Thị Thanh Hằng
Ngô Thị Thanh Hằng (sinh ngày 27 tháng 4 năm 1960) là một chính khách Việt Nam. Bà nguyên Ủy viên Ban Chấp hành Trung ương Đảng Cộng sản Việt Nam khóa XII, nguyên Phó Bí thư Thường trực Thành ủy Thành phố Hà Nội, Đại biểu HĐND Thành phố Hà Nội.

## Lý lịch và học vấn
Ngô Thị Thanh Hằng sinh ngày 27 tháng 4 năm 1960, quê quán xã Đại An, huyện Vụ Bản, tỉnh Nam Định,
Trình độ: Thạc sĩ Kinh tế, Cử nhân Luật, Cử nhân Chính trị, Cử nhân Sư phạm.
Bà được tặng thưởng 3 Huân chương Lao động hạng ba; 2 Bằng khen của Thủ tướng Chính phủ và nhiều Bằng khen khác; Huy chương vì sự nghiệp của các ban, bộ, ngành, đoàn thể trung ương và thành phố; Huy hiệu 30 năm tuổi Đảng.
Bà Ngô Thị Thanh Hằng tham gia Ban Chấp hành Đảng bộ Hà Nội 3 khóa XIII, XIV, XV, từ năm 2001 đến 2020, là đại biểu Hội đồng nhân dân thành phố Hà Nội liên tục 4 khóa (XI, XII, XIII, XV), trên 21 năm (từ 1994 đến nay).

## Sự nghiệp
- Từ 11/1976 – 10/1980: Sinh viên Trường Đại học Sư phạm Hà Nội 1.
- Từ 11/1980 – 3/1984: Cán bộ Đoàn chuyên trách Thành đoàn Hà Nội, Bí thư Đoàn Thanh niên Cộng sản Hồ Chí Minh phường Phạm Đình Hổ, quận Hai Bà Trưng.
- Từ 4/1984 – 4/1987: Ủy viên Thường vụ Quận đoàn Hai Bà Trưng, Bí thư Đoàn Thanh niên Cộng sản Hồ Chí Minh quận Hai Bà Trưng, Ủy viên Ủy ban nhân dân phường Phạm Đình Hổ, quận Hai Bà Trưng.
- Từ 5/1987 – 1/1989: Đảng ủy viên, Ủy viên thư ký Ủy ban nhân dân phường Phạm Đình Hổ, quận Hai Bà Trưng.
- Từ 2/1989 – 4/1992: Đảng ủy viên, Phó Chủ tịch UBND phường Phạm Đình Hổ; tháng 1/1991 tham gia Ban Chấp hành Đảng bộ quận Hai Bà Trưng.
- Từ 5/1992 – 11/1994: Quận ủy viên, Phó Bí thư Đảng ủy, Chủ tịch UBND phường Phạm Đình Hổ, quận Hai Bà Trưng.
- Từ 12/1994 – 3/2003: Phó Bí thư Quận ủy, Chủ tịch UBND quận Hai Bà Trưng khóa XV, XVI. Đại biểu HĐND thành phố khóa XI, XII; tháng 1/2001 tham gia Ban Chấp hành Đảng bộ thành phố khóa XIII.
- Từ 4/2003 – 6/2003: Thành ủy viên, Bí thư Quận ủy kiêm Chủ tịch UBND quận Hai Bà Trưng.
- Từ 7/2003 – 5/2004: Thành ủy viên, Bí thư Quận ủy kiêm Chủ tịch HĐND quận Hai Bà Trưng.
- Từ 5/2004 – 10/2010: Thành ủy viên, Phó Chủ tịch UBND thành phố Hà Nội, Đại biểu HĐND khóa XIII.
- Từ 10/2010 – 2/2011: Ủy viên Ban Thường vụ Thành ủy, Phó Chủ tịch UBND thành phố Hà Nội (nhiệm kỳ 2004–2011); Đại biểu Hội đồng nhân dân thành phố Hà Nội khóa XIII.
- Từ 3/2011 – 12/2014: Ủy viên Ban Thường vụ Thành ủy, Trưởng ban Tổ chức Thành ủy khóa XV; Đại biểu HĐND khóa XIV.
- Từ 1/2015 – 1/2016: Phó Bí thư Thường trực Thành ủy Thành phố Hà Nội khóa XV, nhiệm kỳ 2010–2015; Đại biểu HĐND thành phố khóa XIV.
- Từ 1/2016 – 12/10/2020: Ủy viên Trung ương Đảng, Phó Bí thư Thường trực Thành ủy Thành phố Hà Nội khóa XVI, nhiệm kỳ 2015–2020; Đại biểu HĐND thành phố khóa XIV.[2]
- Từ 12/10/2020 - 31/1/2021: Ủy viên Trung ương Đảng, nguyên Phó Bí thư Thường trực Thành ủy, theo dõi, hướng dẫn Đảng bộ thành phố Hà Nội.